# 尼子再興軍による鳥取城の戦い
尼子再興軍による鳥取城の戦い（あまごさいこうぐんによるとっとりじょうのたたかい）は、天正元年8月から9月（1573年8月から10月）にかけて、山中幸盛ら率いる尼子再興軍と、毛利方の国人・武田高信率いる武田軍との間に起こった攻城戦である。この戦いによって武田氏は、居城である鳥取城を奪われて没落する。

## 戦いまでの経緯
元亀3年3月～4月（1572年2月～3月）、出雲国における尼子家再興活動（第一回尼子家再興）に失敗した山中幸盛は、再び尼子家の再興を図るため但馬の地に潜伏していた。
元亀4年初頭（1573年2月）、幸盛はこの地で尼子旧臣らを招集すると、但馬国から因幡国へ攻め込み桐山城を奪取する。幸盛ら尼子再興軍は、この桐山城を拠点として西進し出雲国を目指したものと思われる。
この当時、因幡の実質的な領主は武田高信であった。高信は、尼子再興軍が勢力を伸ばし、自らの居城である鳥取城にほど近い甑山城（こしきやまじょう）に拠点を移すと、尼子再興軍の討伐を決定する。
天正元年8月1日（1573年8月28日）、高信は尼子再興軍を討伐するため兵を率いて甑山城を攻めるが大敗する（鳥取のたのも崩れ）。
この戦いに勝利した尼子再興軍は、以前に高信に敗れて因幡領主の座を追われた山名豊数の弟・山名豊国を味方につけると、高信の討伐を決定する。
同年8月、幸盛ら尼子再興軍は約1,000の兵を率いて高信が籠もる鳥取城へ進軍した。

## 戦いの経過

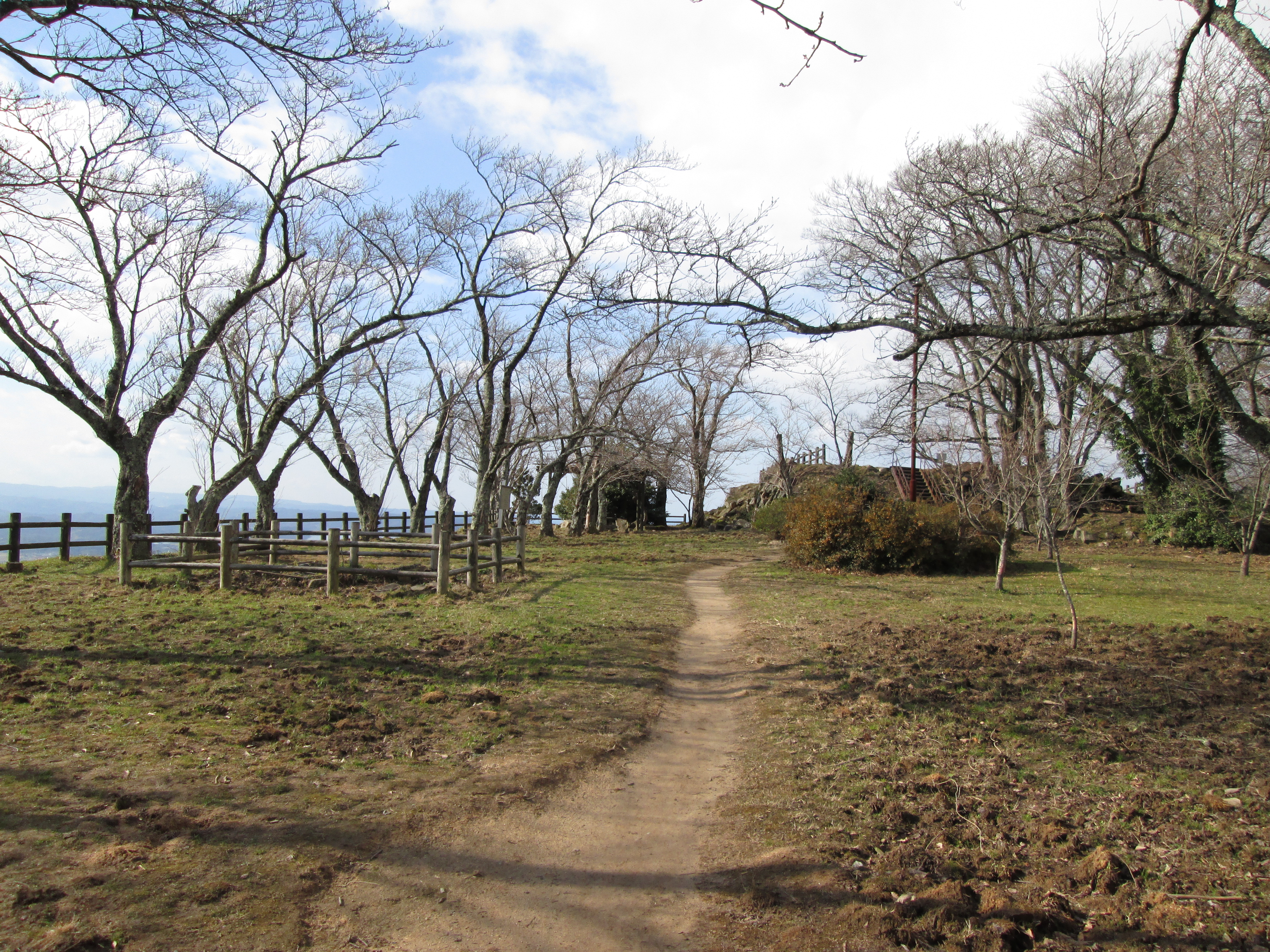
鳥取城の本丸跡。

尼子再興軍の進攻に対し高信率いる武田軍が取った作戦は、鳥取城の地の利を生かした籠城戦であった。一方の尼子再興軍は、城を力攻めにする作戦に出た。
この鳥取城は標高263メートルの久松山に築かれた山城であり、急峻な自然地形を利用した要害であった。
そのため、尼子再興軍は山下より攻め上るも武田軍を打ち破ることができず、山麓において双方の軍が鉄砲・弓矢を打ち合うだけの日々が続いた。
城への攻撃の手詰まりを感じた幸盛は、この膠着状態を打破するため次の作戦を取る。
その作戦とは、兵を一斉に隙間無く並べさせて山下より攻め上り、武田軍の注意をこの兵に引きつけている間に一部の兵を山麓の城下町へと迂回させ、町中を通って城を攻撃するものであった。
この作戦によって、山下からの兵にのみ気を取られていた武田軍は予期しない町中からの攻撃に対処できず敗れ、山麓の陣を引き払って城内へと退却した。
山麓を占拠した尼子再興軍であったが、城内に引き上げた武田軍が本丸に陣を置き、城内の各所に兵を配置して防御を固めたため容易に攻め入ることができなかった。
正面より普通に攻撃しても城を落とせないと判断した幸盛は、別経路を進んで鳥取城を落とす作戦を考える。
幸盛は周囲の地形を調べあげると、天王の尾から山の尾根づたいに進めば、城の搦手（裏側）に出られることを発見する。
城を攻略するための新たな突破口を見出した幸盛は、兵を2つの部隊に分けると囮となる主力の部隊を城の大手（正面）から攻撃させ、自らは別部隊を率いて先の発見した城の裏側へ通じる道を進んで本丸を急襲した。

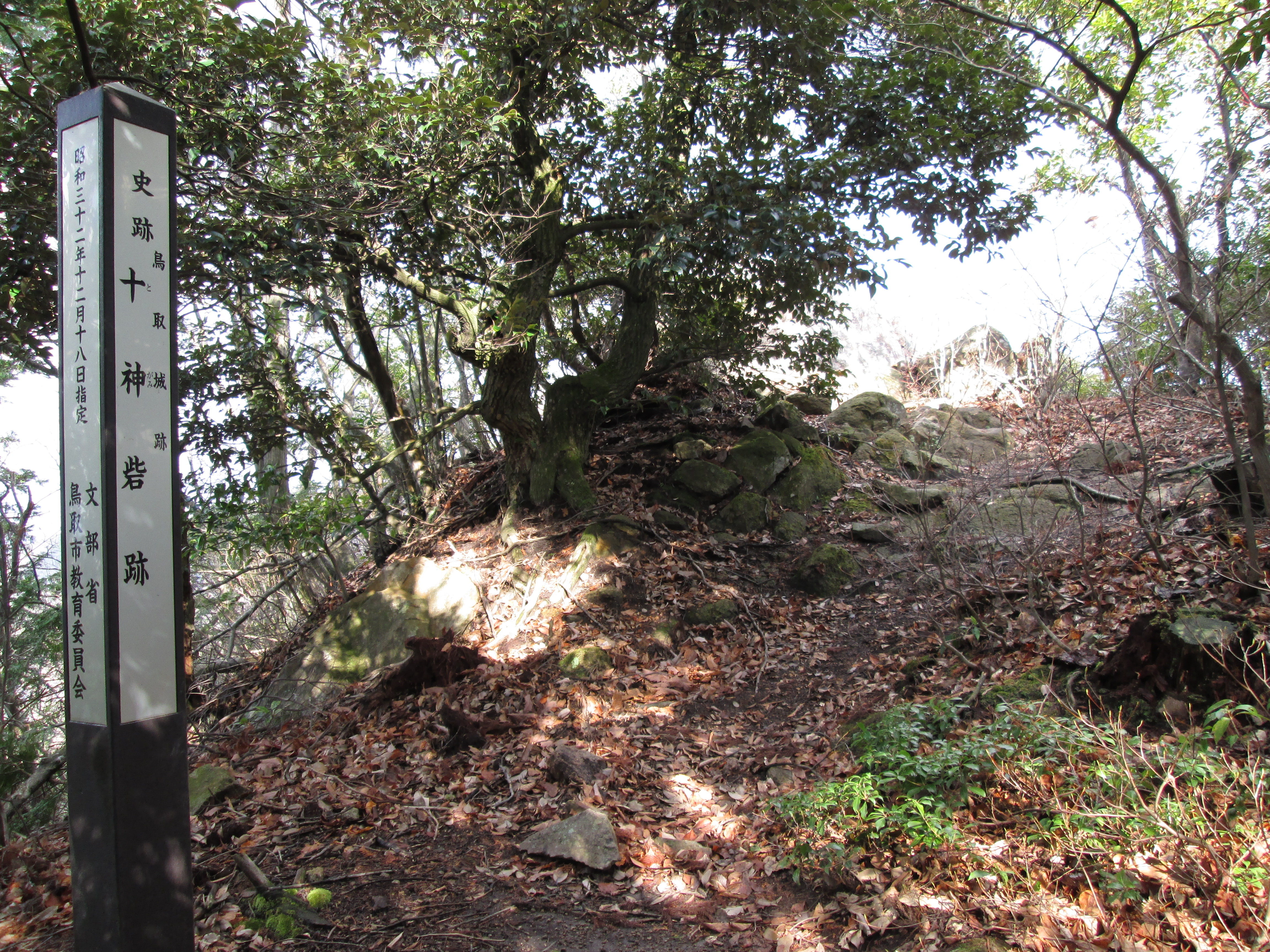
武田軍が籠もり戦った「十神砦」跡。

この尼子再興軍の予期せぬ方向からの攻撃により本丸が攻略されそうになった武田軍は、城の各所に配置していた陣を引き上げ山頂にほど近い十神の社（十神砦）に集結して防戦する。
奇襲に成功した尼子再興軍であったがその後、麓から攻め登った部隊と合流して攻め続けるも、武田軍の必死の抵抗により十神砦を攻め破ることはできなかった。尼子再興軍は攻撃を中止し、城下まで退却する。
しかしながら、尼子再興軍が引き続き城を包囲して圧力をかけ続けたところ、城内の武田軍の中から逃亡者・投降者が相次いだため、同年9月下旬、高信は、これ以上戦うことはできないと判断して城を開放し投降する。
降伏に際して高信は、自身の息女を尼子再興軍に人質として差し出し、自らは弟の又三郎が籠もる鵯尾城へと退却した。

## 戦後の影響
攻略した鳥取城には山名豊国が入り、幸盛ら尼子再興軍は私部城に入ってここを居城とした。
その後、この戦いに勝利した尼子再興軍は因幡の各地で転戦し、10日の間に15城を攻略するなどして勢力を拡大した。東因幡一円の支配に成功し、兵力は3,000余りとなる。尼子再興軍は、この因幡の地に尼子家を再興するための拠点を築きあげるのである。
一方、この戦いに敗れた武田軍は以後衰亡を続け、天正6年（1578年）に滅亡する。